# Фреттер-Пико, Максимилиан
Максимилиан Фреттер-Пико (нем. Maximilian Fretter-Pico; 6 февраля 1892, Карлсруэ — 4 апреля 1984, Кройт) — немецкий военный деятель. Генерал артиллерии (1942).

## Начало военной карьеры
В сентябре 1910 года поступил на военную службу, фанен-юнкером (кандидат в офицеры), в артиллерийский полк. С января 1912 года — лейтенант.

## Первая мировая война
В начале войны — адъютант артиллерийского батальона. В сентябре 1914 года — ранен. С января 1915 года — командир артиллерийского взвода (противовоздушной обороны). С сентября 1915 года— старший лейтенант. С мая 1916 года — в штабе бригады, затем в штабе дивизии. С октября 1918 года — капитан. За время войны награждён Железными крестами обеих степеней и ещё двумя орденами.

## Между мировыми войнами
Продолжил службу в рейхсвере. В 1938 году служил военным атташе в Турции. К началу Второй мировой войны — начальник штаба 24-го армейского корпуса, полковник.

## Вторая мировая война
В мае-июне 1940 года участвовал во Французской кампании. Награждён планками к Железным крестам обеих степеней (повторное награждение). С марта 1941 года — генерал-майор.
С 15 апреля 1941 года — командир 97-й лёгкой дивизии.
С 22 июня 1941 года — участвовал в боевых действиях на восточном фронте. Бои на Украине. В декабре 1941 года — награждён Рыцарским Крестом. С 27 декабря 1941 года — командующий 30-м армейским корпусом.
С 15 января 1942 года — генерал-лейтенант, после участия корпуса в операции "Охота на дроф", которая привела к разгрому войск Крымского фронта с 1 июня 1942 года — генерал артиллерии. Участие в штурме Севастополя. В сентябре 1942 года — награждён Золотым немецким крестом. Осенью 1942 года — корпус в боях под Ленинградом.
С 23 декабря 1942 по 3 февраля 1943 года — командующий оперативной группой «Фреттер-Пико».
В 1943 году — 30-й корпус в боях на Дону, затем на Украине.
В январе 1944 года — Фреттер-Пико награждён Дубовыми листьями к Рыцарскому кресту. С 18 июля 1944 года — командующий 6-й армией. С 23 декабря 1944 года — в командном резерве.
С 30 марта 1945 года — командующий 9-м военным округом (на западе Германии). 22 апреля 1945 года — взят в американский плен.

## Воинские звания
- Лейтенант (27 января 1912)
- Обер-лейтенант (18 сентября 1915)
- Гауптманн (18 октября 1918)
- Майор (1 апреля 1932)
- Подполковник (1 марта 1935)
- Полковник (1 августа 1937)
- Генерал-майор (1 марта 1941)
- Генерал-лейтенант (15 января 1942)
- Генерал артиллерии (1 июня 1942)

## Награды
- Орден Церингенского льва рыцарский крест 2-го класса с мечами (10 октября 1914) (Великое герцогство Баден)
- Железный крест 2-го класса (12 октября 1914) (Королевство Пруссия)
- Железный крест 1-го класса (23 декабря 1916)
- Ганзейский крест Гамбурга (20 января 1918)
- Нагрудный знак «За ранение» чёрный (июнь 1918)
- Почётный крест Первой мировой войны 1914/1918 с мечами
- Пряжка к Железному кресту 2-го класса (31 октября 1939)
- Пряжка к Железному кресту 1-го класса (16 июня 1940)
- Медаль «За сооружение Атлантического вала» (22 ноября 1940)
- Немецкий крест в золоте (19 сентября 1942)
- Рыцарский крест Железного креста с дубовыми листьями
  - рыцарский крест (26 декабря 1941)
  - дубовые листья (№ 368) (16 января 1944)